# Dormaalbeek
De Dormaalbeek of Dormaalse beek is een watergang in de gemeentes Landen en Zoutleeuw in de provincie Vlaams-Brabant, België.
De beek vindt haar oorsprong op een hoogte van 95 meter in Walshoutem en meandert door verschillende deelgemeenten van Landen om uiteindelijk samen te vloeien met de Kleine Gete in Zoutleeuw.
Ze krijgt onderweg het gezelschap van de Zevenbronnenbeek ter hoogte van Wezeren, de Zeyb  (Zeyp) en Wetpot aan De Beemden en nadien ook nog de Wolvengracht.
In Dormaal krijgt ze een kleine aftakking, de "Omleiding molen", waar ze voor de waterstroom zorgt ter aandrijving van de Molen van Dormaal.
Net voor haar samenvloeiing met de Kleine Gete maakt de Pottebeek nog een aansluiting op deze beek.